# شق جناحي فكي
الشق الجناحي الفكي (بالإنجليزية: Pterygomaxillary fissure)‏ هو شق في الجمجمة البشرية. يتوضع عموديًا، ويمتد بزاوية قائمة من الطرف الإنسي للشق السفلي للحجاج. يكون بشكل مثلث مقلوب، يتشكل من الفراغ بين الفك العلوي والناتئ الجناحي للعظم الوتدي.

## الأهمية
يربط الحفرة تحت الصدغ بالحفرة الجناحية الحنكية، ويمر فيه الجزء الانتهائي من الشريان الفكي العلوي. يسير العصب السنخي العلوي الخلفي فرع العصب الفكي عبر الحفرة الجناحية إلى المنطقة تحت الصدغ عبر هذا الشق. الصفيحة الجناحية الحنكية تنفصل أفقيًا عن السطح الخلفي لجسم الفك العلوي بواسطة الشق الجناحي الفكي.